# مقاطعة بلايني (أيداهو)
مقاطعة بلايني (بالإنجليزية: Blaine County)‏ هي إحدى مقاطعات ولاية أيداهو في الولايات المتحدة الأمريكية.